# Handelsoorlog Japan–Zuid-Korea
De Handelsoorlog Japan–Zuid-Korea is een handelsoorlog tussen 's werelds derde en elfde grootste nationale economie, Japan en Zuid-Korea. Het conflict werd veroorzaakt door de jurisdictie van het Hooggerechtshof van Zuid-Korea toen de rechtbank oordeelde dat mensen Japanse bedrijven mochten aanklagen voor schadevergoeding in oorlogstijd.  De beslissing van de rechtbank zorgde ervoor dat de Japanse overheid een deel van de export naar Zuid-Korea op 4 juli 2019 heeft aangescherpt.
De oorzaak van het conflict werd officieel aangehaald door de Japanse regering, omdat de Zuid-Koreaanse regering naar verluidt niet voldoet aan de veiligheidsvoorschriften voor exportcontrole en het verzoek van de Japanse regering om een bilaterale handelsdialoog voor drie jaar te voeren, negeert. Het werd ook gekenmerkt door een geschil over erfenis van het Japanse kolonialisme van het Koreaanse schiereiland van 1910 tot 1945, met name de kwestie van "dwangarbeid" en compensatie voor vrouwen. Het handelsgeschil heeft de betrekkingen tussen Japan en Zuid-Korea aanzienlijk verslechterd, omdat de twee landen hun diplomatieke betrekkingen in 1965 normaliseerden.